# Humayun Kabir (Brahmanbaria)
Humayun Kabir (bengalisch হুমায়ূন কবির, geb. 2. Februar 1952 in Poirtola, Brahmanbaria, Kumilla (Distrikt), Ost-Bengalen, Pakistan, heute: Poirtola, Brahmanbaria, Bangladesch; gest. 27. Oktober 2019 in Brahmanbaria) war ein bangladeschischer Rechtsanwalt und Politiker. Er war stellvertretender Minister und Parlamentarier.

## Leben
Kabir wurde am 2. Februar 1952 in Poirtola in Brahmanbaria geboren. Sein Vater war Bajlur Rahman und seine Mutter Ukilunnesa. Er beteiligte sich am Befreiungskrieg von Bangladesch.
Kabir war Generalsekretär der Awami League im Brahmanbaria District und diente als Bürgermeister von Brahmanbaria von 1977 bis 1982 und 1984 bis 1988. Später wurde er als Abgeordneter in das Parlament gewählt (Brahmanbaria-3, 1986 und 1988). Er wurde 1987 als Stellvertretender Minister für das Ministry of Health and Family Planning gewählt.
Kabir war verheiratet mit Nayna Kabir. Sie ist die erste weibliche Bürgermeister-Kandidatin in der Geschichte von Brahmanbaria und wurde die erste Bürgermeisterin von Brahmanbaria.
Kabir starb an einem Herzanfall am 27. Oktober 2019 im Alter von 67 Jahren.